# Traian (okręg Gałacz)
Traian – wieś w Rumunii, w okręgu Gałacz, w gminie Braniștea. W 2011 roku liczyła 555 mieszkańców.